# Церенталь
Церенталь (нім. Zehrental) — громада в Німеччині, розташована в землі Саксонія-Ангальт. Входить до складу району Штендаль. Складова частина об'єднаної громади Зеегаузен.
Площа — 72,3 км2. Населення становить 858 ос. (станом на 31 грудня 2021).